# Fertigerzeugnis
Ein Fertigerzeugnis (oder Fertigfabrikat) ist in der Produktionswirtschaft und im Rechnungswesen die Bezeichnung für ein marktreifes Endprodukt oder Erzeugnis. Gegensätze sind das Halbfabrikat oder Zwischenprodukt.

## Allgemeines
Das Fertigerzeugnis durchläuft während eines Produktionsprozesses verschiedene Zustandsformen. Ausgangspunkt sind meist Roh-, Hilfs- und Betriebsstoffe (RHB), die durch Produktion unter Kombination von Repetierfaktoren zunächst den Status eines Halbfabrikats und durch Endproduktion schließlich zum Fertigerzeugnis werden. 
Fertigerzeugnisse können entweder sofort verkauft werden oder warten als Lagerbestand auf ihren Vertrieb. Die Übernahme fertiger Erzeugnisse aus der Produktion in das Fertigwarenlager erfolgt zu Herstellungskosten. Werden aus dem Lager Fertigfabrikate verkauft, geschieht dies über den Warenausgang. Fertigfabrikate unterscheiden sich von den Halbfabrikaten oder Zwischenprodukten dadurch, dass sie Marktreife besitzen. Bei Halbfabrikaten oder Zwischenprodukten sind dagegen noch weitere Ablaufabschnitte erforderlich, bis aus ihnen ein Fertigerzeugnis entstanden ist. 

## Bilanzierung
Fertigerzeugnisse spielen bei der Bilanzierung nur dann eine Rolle, wenn sie sich am Bilanzstichtag noch im Lagerbestand befinden. Nach § 266 Abs. 2 Ziff. B I 3 HGB sind Fertigerzeugnisse und Waren auf der Aktivseite der Bilanz im Umlaufvermögen zu bilanzieren. Der Gesetzgeber verlangt eine von Halbfabrikaten getrennte Bilanzposition, weil der Marktwert fertiger Produkte wesentlich höher ist als die Herstellungskosten unfertiger Erzeugnisse. In der Gewinn- und Verlustrechnung hingegen werden bei Bestandsveränderungen Fertig- und Halbfertigprodukte zusammengefasst (§ 275 Abs. 2 Nr. 2 HGB). 

## Rechtsfragen
Fertigerzeugnisse fallen unter den Anwendungsbereich des Produktsicherheitsgesetzes (ProdSG). Das ProdSG gilt, „wenn im Rahmen einer Geschäftstätigkeit Produkte auf dem Markt bereitgestellt, ausgestellt oder erstmals verwendet werden“ (§ 1 Abs. 1 ProdSG). Nach § 2 Nr. 22 ProdSG sind Produkte „Waren, Stoffe oder Zubereitungen, die durch einen Fertigungsprozess hergestellt worden sind“. Nach § 3 Abs. 2 ProdSG darf ein Fertigerzeugnis nur auf dem Markt bereitgestellt werden, wenn es bei bestimmungsgemäßer oder vorhersehbarer Verwendung die Sicherheit und Gesundheit von Personen nicht gefährdet. 

## Betriebswirtschaftliche Aspekte
Unternehmen mit betriebsüblich hohen Lagerbeständen an Fertigerzeugnissen und Waren nennt man vorratsintensive Betriebe. Hierzu gehört der gesamte Handel (Großhandel, Einzelhandel), bei dem die Lagerbestände einen hohen Anteil an der Bilanzsumme erreichen. Hohe Lagerbestände für nicht vorratsintensive Betriebe sind oft ein Indikator für Vertriebsprobleme, die auf unternehmensinterne (Preispolitik, Sortimentspolitik) oder externe Ursachen (Konjunktur) zurückzuführen sind. 